# Eunica persephone
Eunica persephone är en fjärilsart som beskrevs av Felder 1867. Eunica persephone ingår i släktet Eunica och familjen praktfjärilar. Inga underarter finns listade i Catalogue of Life.